# Pleurothallis killipii
Pleurothallis killipii är en orkidéart som beskrevs av Leslie Andrew Garay. Pleurothallis killipii ingår i släktet Pleurothallis och familjen orkidéer. Inga underarter finns listade i Catalogue of Life.